# Mihaíl Sztáikosz
Mihaíl Sztáikosz (Μιχαήλ Στάικος; Athén, 1946. november 22. – Bécs, 2011. október 18.) Ausztria metropolitája, Magyarország és Közép-Európa exarchája, a Konstantinápolyi ortodox egyház helyi vallási vezetője.

## Élete
Görögországban végzett gimnáziumi tanulmányai után bécsi rokonaihoz költözött, ahol 1965-ben az ausztriai ortodox egyházmegye titkára lett.
Tanulmányait 1979 októberétől 1983 júniusáig a Thesszaloniki Egyetem teológiai karán folytatta, a Bécsi Egyetemen pedig bölcsészetet, filozófiát és egyházjogot tanult.
1977. november 21-én Hriszósztomosz bécsi metropolita diakónussá, a következő napon pedig pappá szentelte. Az ausztriai egyházmegye és annak exarchátusai irodaigazgatója lett archimandritai rangban. A bécsi Szent György és Szentháromság görög templomok papjaként végzett tevékenysége mellett a bécsi görög iskola igazgatója is volt.
1985. november 5-én a görög ortodox egyház, azaz a Konstantinápolyi Egyetemes Patriarkátus Szent Szinódusa Hrisztúpolisz püspökévé választotta. Ettől kezdve az ausztriai egyházmegye, illetve exarchátusai segédpüspökeként szolgált.
1991. november 5-én, Hriszósztomosz metropolita nyugállományba vonulása után, Ausztria metropolitájává, Magyarország és Közép-Európa exarchájává választották. Megkezdte el az ausztriai egyházközségek és a magyarországi exarchátus újjászervezését.
A magyarországi ortodox egyházi élet beindítására irányuló munkájának fő eredményei az exarchátus regisztrációja, egy budapesti iroda és kápolna létesítése, Szentes, Karcag, Kecskemét ortodox egyházközségeinek és templomainak az egyetemes pátriárkátushoz való csatlakozása, valamint Beloiannisz községben új egyházközség alapítása és új templom építése.
Mihaíl Sztáikosz aktívan tevékenykedett az Európai Egyházak Konferenciájának és az Egyházak Világtanácsának bizottságaiban. A Bécsi Egyetemen és az ottani katolikus teológián újgörög nyelvet és ortodox teológiát tanított. Az osztrák Ökumenikus Tanács elnöke volt 1996-tól 1999-ig.

## Kitüntetései
- Az Osztrák Köztársaság Nagykeresztje (2011)
- A Magyar Köztársasági Érdemrend középkeresztje (1999)
- Ukrán Köztársasági Érdemrend (2008)
- A Jeruzsálemi Patriarkátus arany keresztje (1972)
- A Szent Vlagyimir-rend arany fokozata (1972)
- A Lengyel Egyház Nagykeresztje (1993)
- Csehország és Szlovákia: A Szent Cirill-Metód rend nagykeresztje (1994)
- Athén város aranyérme